# Papagomys
Papagomys es un género de roedores miomorfos de la familia Muridae.

## Especies
Incluye las siguientes especies:
- Papagomys armandvillei (Jentink, 1892)
- Papagomys theodorverhoeveni Musser, 1981